# Lac Bourgeois (Saint-Émile-de-Suffolk)
Pour les articles homonymes, voir Lac Bourgeois.
Le lac Bourgeois, est un lac d'eau douce situé dans la municipalité de Saint-Émile-de-Suffolk, administré par la municipalité régionale de comté de Papineau, dans la région administrative de l'Outaouais, au Québec, au Canada.

## Géographie
Ce petit lac, divisé en deux baies principales, est alimenté en eau par la Petite rivière Rouge Est et s’y déverse également. Il est situé juste au sud du lac Sans Bruit.

## Toponymie
Le toponyme « Lac Bourgeois » a été officialisé le 3 février 1970 par la Commission de toponymie du Québec.